# Bill Davison

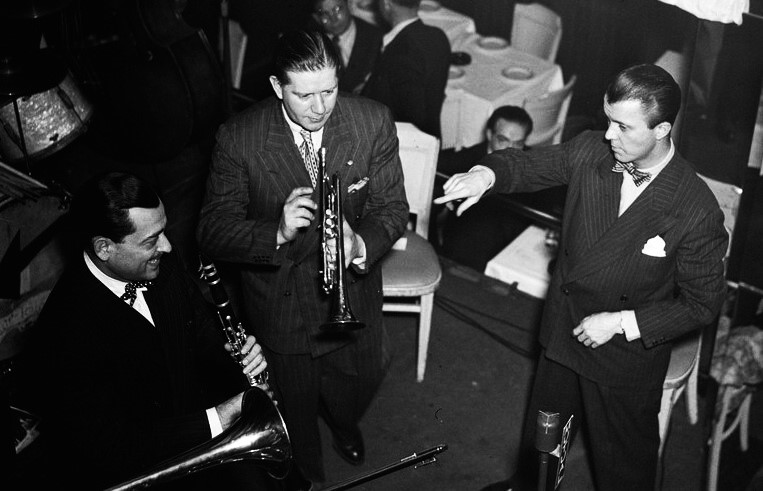
Tony Parenti, „Wild Bill” Davison i Eddie Condon w jego klubie, 1946)

William Edward Davison, ps. „Wild Bill” (ur. 5 stycznia 1906 w Defiance, zm. 14 listopada 1989 w Santa Barbara) – amerykański muzyk jazzowy, czołowy kornecista stylu dixieland.

## Życiorys
Był synem Edwarda, pracownika wędrownego, i Anny z d. Kreps, gospodyni domowej. Od siódmego roku życia wychowywali go dziadkowie ze strony matki. Już w dzieciństwie lubił muzykę i miał wrodzony talent do nauki gry na instrumentach. Najpierw opanował grę na mandolinie, gitarze i banjo. Następnie został skautem, żeby w korpusie doboszy i trębaczy nauczyć się grać na sygnałówce oraz trąbce. Jej ostre brzmienie nie bardzo mu się podobało i ostatecznie, mając dwanaście lat, wybrał kornet, któremu pozostał wierny przez całą karierę. Miał słuch absolutny. Natomiast słabo czytał nuty, ale przy jego niezwykłej pamięci muzycznej oraz stylu, w którym grał, w niczym mu to nie przeszkadzało.
Występy przed publicznością rozpoczął jako nastolatek w grupie The Ohio Lucky Seven, w której poszerzył warsztat instrumentalny. Grał w niej do siedemnastego roku życia. Większość wolnego czasu spędzał na słuchaniu nagrań innych trębaczy, którzy go wówczas inspirowali. Jednym z jego pierwszych wzorów był Louis Panico, kornecista i solista orkiestry Ishama Jonesa. Niebawem jego idolem został Louis Armstrong.
W latach 20. zyskał renomę, grając w znanych zespołach na Śwodkowym Zachodzie. Od 1923 do 1925 był głównym solistą Chubb-Steinberg Orchestra of Cincinnati. W następnym roku przeniósł się do Detroit i dołączył do formacji The Seattle Harmony Kings, z którą grał do 1928. Kiedy nie koncertował z ww. orkiestrami, prowadził małe zespoły, do których zapraszał muzyków lubiących dixieland. W 1928 w Chicago został solistą w tanecznej Benny Meroff’s Orchestra, reprezentującej rodzący się wówczas „styl chicagowski”. Jeden z miejscowych impresariów nazwał go „Białym Armstrongiem”. Grał dynamicznie i dysponował potężnym brzmieniem instrumentu. Jednocześnie potrafił grać subtelnie i delikatnie. Poeta Philip Larkin tak opisał jego grę: Kornecista o niezwykłej energii, używał szerokiej gamy świadomych zniekształceń tonalnych, mocnego vibrata i agresywnego ataku dźwięku. W zaskakujących momentach grał wysokie nuty. Natomiast w wolnych tempach łagodniał i zadziwiał elokwencją.
W orkiestrze Meroffa poznał klarnecistę i saksofonistę Franka Teschemachera, z którym się zaprzyjaźnił. Po odejściu w 1931 od Meroffa razem założyli big-band. Niestety w nocy 1 marca 1932 doszło do wypadku drogowego, w którym zginął Teschemacher. Był pasażerem w swoim kabriolecie Packard Phaeton, który prowadził Davison. Podczas zakładania dachu w czasie jazdy w ich auto uderzyła na skrzyżowaniu nieoświetlona taksówka. Policja chicagowska po krótkim dochodzeniu nie obwiniła o wypadek żadnego z kierowców. Wypadek i rychłe kłopoty z miejscowym związkiem zawodowym położyły kres big-bandowi oraz zmusiły go do wyjazdu do Milwaukee, będącego swoistym wygnaniem. Przez następnych kilka lat pracował tam z różnymi zespołami.
W 1941 postanowił udać się do Nowego Jorku, do którego już dziesięć lat wcześniej wyjechało wielu czołowych muzyków jazzowych z Środkowego Zachodu. W latach 1941–1942 kierował zespołem klubu nocnego  Nick’s w Greenwich Village, a w pierwszej połowie 1943 przejął grupę w klubie Jimmy’ego Ryana na słynnej 52nd Street, znanej też jako „Swing Street”. Ponadto współpracował przy produkcjach musicalowych Katherine Dunham. W grudniu 1943 został powołany do U.S. Army. W hotelu Grove Park Inn w Górach Błękitnych, adaptowanym na ośrodek rekonwalescencyjny dla rannych żołnierzy, prowadził orkiestrę wojskową. Weekendowe przepustki spędzał w Nowym Jorku, grając na okazyjnych występach i uczestnicząc w sesjach nagraniowych. We wrześniu 1945 otrzymał zwolnienie z wojska.
W Wielkim Jabłku odnowił znajomość z Chicago z gitarzystą Eddiem Condonem. Następnie współpracował z nim przez ponad dwadzieścia lat. W 1945 Condon otworzył nocny klub, którego zespół „Wild Bill” prowadził aż do zamknięcia lokalu w 1972. W 1952 odbył z nim tournée po Wielkiej Brytanii. Dwa lata później wystąpił z grupą Condona na pierwszym  festiwalu jazzowym w Newport. W 1957 odbył ze swoim zespołem dwie udane trasy koncertowe w Europie. Następnie w 1968 i 1969 razem z The Giants of Jazz zagrał dwa duże tournées w Stanach Zjednoczonych. W 1976 wystąpił z polskim zespołem Old Timers na festiwalu Old Jazz Meeting „Złota Tarka” w Warszawie.  W ostatnich dwudziestu latach życia często koncertował za granicą, głównie w Japonii i Europie. Wiele czasu spędzał na Starym Kontynencie, gdzie cieszył się dużą popularnością. W kraju grał przede wszystkim jako sideman.
Zmarł w Kalifornii wkrótce po powrocie z koncertów w Japonii, po przebytej operacji tętniaka aorty brzusznej. Miał 83 lata. Został skremowany i pochowany na cmentarzu w jego rodzinnym Defiance.

### Pseudonim, kobiety i słabości
„Dzikim Billem” („Wild Bill”) nazwali go koledzy muzycy jeszcze w latach 20. Nie było to dzieło przypadku. Albowiem dużo pił (po alkohol sięgał już jako nastolatek) i był znanym kobieciarzem. Miał cztery żony, z którymi się rozwiódł. Ustabilizował się nieco, kiedy poznał i poślubił w 1954 aktorkę Anne Stewart. Piąta żona okazała się miłością jego życia. Choć z biegiem lat pił mniej, nigdy nie zerwał z alkoholem. Przed występami zawsze „skrzepiał” się drinkiem. Był również niepoprawnym kawalarzem oraz kleptomanem.

## Wybrana dyskografia
- 1948 Wild Bill Davison Showcase (Circle Records)
- 1950 Sidney Bechet with „Wild Bill” Davison (Blue Note)
- 1952 „Wild Bill” Davison (Pax Records)
- 1953 Sidney Bechet–„Wild Bill” Davison – Vol. 2 (Blue Note)
- 1954 Ringside at Condon's Featuring Wild Bill Davison (Savoy)
- 1955
  - Wild Bill Davison – Jazz at Storyville (Savoy)
  - Sidney Bechet with „Wild Bill” Davison and Art Hodes – Vol. 1 (Blue Note)
  - Sidney Bechet with „Wild Bill” Davison and Art Hodes – Vol. 2 (Blue Note)
  - Wild Bill, Pee Wee and Vic (Storyville Records)
- 1956
  - Pretty Wild (Columbia)
  - Sweet and Hot (Riverside)
- 1957 With Strings Attached – Wild Bill Davison (Columbia)
- 1958
  - Dixieland at Carnegie Hall – 25 Top Stars – Jimmy McPartland–Wild Bill Davison–Pee Wee Russell–Vic Dickenson–George Wettling (Roulette Records)
  - Keine Feier – Wild Bill (Brunswick Records)
- 1960 Wild Bill Davison Plays the Greatest of the Greats! (Dixieland Jubilee)
- 1962
  - Swingin’ Dixie – Wild Bill Davison (Bear Records)
  - Mild and Wild (Melodisc)
- 1965 Surfside Jazz (Jazzology)
- 1967 Wild Bill Davison! (Fontana Records)
- 1968
  - The Jazz Giants – Wild Bill Davison–Buzzy Drootin–Herb Hall–Claude Hopkins–Benny Morton–Arvell Shaw (Sackville Recordings)
  - Wild Bill Davison – I'll Be a Friend with Pleasure (Fat Cat’s Jazz)
- 1971 Wild Bill Davison’s Lady of the Evening (Fat Cat’s Jazz)
- 1972 Jazz at the New School – Eddie Condon–Wild Bill Davison–Ken Davern–Dick Wellstood–Gene Krupa (Chiaroscuro Records)
- 1974 Wild Bill Davison in Copenhagem with Kansas City Stompers (CBS)
- 1976
  - Wild Bill Davison and Old Timers (Pronit)
  - Sweet and Lovely (Storyville)
- 1977 Wild Bill Davison with Eddie Condon’s All Stars (Storyville)
- 1979 Old Timers with Wild Bill Davison (Polskie Nagrania „Muza”)
- 1980 Wild Bill Davison with Eddie Condon’s All Stars – Live! Miami Beach 1955 (Pumpkin Productions)
- 1982 Wild Bill Davison and His Jazz Band 1943 (Jazzology)
- 1999 Swinging Wild (Jazzology)

Zestawienie wg dat wydania płyt

## Upamiętnienie
W 1996 ukazała się jego szczegółowa biografia pt. The Wildest One – The Life of Wild Bill Davison, ukazująca jak wyjątkowe i ciekawe miał życie. Jej autor – Hal Willard – wzbogacił swoją pracę o wiele zabawnych anegdot. Książkę wydała oficyna Avondale Press (ISBN 978-0965458702).